# بي. فرانك ميرفي
بي. فرانك ميرفي (بالإنجليزية: B. Frank Murphy)‏ هو مصرفي وسياسي أمريكي، ولد في 24 ديسمبر 1867 في ستوبنفيل في الولايات المتحدة، وتوفي في 6 مارس 1938 في تاكوما بارك في الولايات المتحدة. حزبياً، نشط في الحزب الجمهوري. وقد انتخب عضو مجلس النواب الأمريكي.